# Ottavio Cinquanta

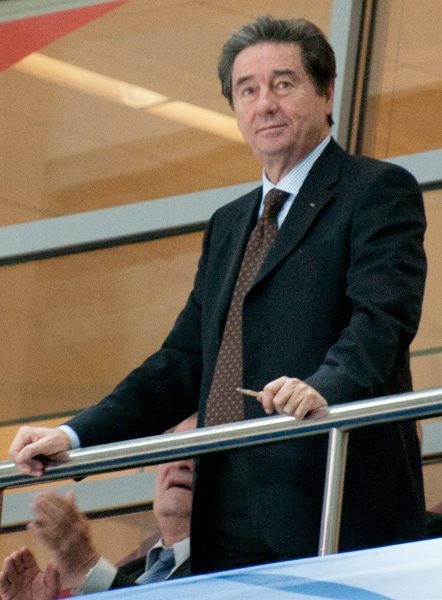

Ottavio Cinquanta (* 15. August 1938 in Rom; † 18. Juli 2022) war ein italienischer Sportfunktionär. Er war der Präsident der Internationalen Eislaufunion (ISU) und Mitglied des Internationalen Olympischen Komitees (IOC).
Cinquanta wuchs in Mailand auf und betätigte sich als Sportler in der Leichtathletik, dem Eishockey und dem Eisschnelllauf. Er besuchte die Universität und arbeitete im Bereich der Betriebswirtschaft. Vor seiner Wahl zum Präsidenten der ISU war er Manager in einer internationalen Firma in der Chemiebranche. Außerdem bekleidete er die Posten des Vorsitzenden des technischen Komitees für Short Track und des Vizepräsidenten der ISU.
Im Jahr 1994 wurde Cinquanta zum Präsidenten der Internationalen Eislaufunion gewählt, 1996 wurde er auch Mitglied des Internationalen Olympischen Komitees. Von 2000 bis 2008 war er außerdem Mitglied des Olympischen Exekutivkomitees.
Nach seiner Wahl führte Cinquanta Preisgelder bei ISU-Wettbewerben ein und handelte Verträge, u. a. mit dem TV-Sender ABC Sports aus. Damit verhinderte er, dass Sportler ihren Amateurstatus aufgaben, um in kommerziellen Shows mitzumachen und dort viel Geld zu verdienen. Die zusätzlichen Einnahmen nutzte Cinquanta für neue Projekte, wie z. B. die Einführung der ISU-Grand-Prix-Serie.
Als vormaliger Eisschnellläufer, der, wie er selbst sagte, nicht viel vom Eiskunstlaufen wisse, geriet Cinquanta vor allem durch die Eiskunstlaufgemeinde in den USA und Kanada in die Kritik. Trotz seiner selbsteingestandenen Unkenntnis über das Eiskunstlaufen führte er nach dem Skandal bei den Olympischen Winterspielen 2002 das neue Wertungssystem des Eiskunstlaufs ein und schaffte damit das traditionelle 6,0-Bewertungssystem ab. Der Sport sollte dadurch an Objektivität in der Bewertung gewinnen. Eine Kontroverse verursachte jedoch vor allem die neu eingeführte Anonymität der Punktrichter. Bei der Weltmeisterschaft 2003 in Washington protestierten Fans lautstark gegen Cinquanta.